# Grote Scheldeprijs 1995
Il Grote Scheldeprijs 1995, ottantunesima edizione della corsa, si svolse il 19 aprile per un percorso di 209 km, con partenza ed arrivo a Schoten. Fu vinto dall'italiano Rossano Brasi della squadra Polti-Granarolo-Santini davanti al belga Peter Roes e all'altro italiano Giovanni Fidanza.

## Ordine d'arrivo (Top 10)
| Pos. | Corridore              | Squadra                     | Tempo    |
| ---- | ---------------------- | --------------------------- | -------- |
| 1    | Rossano Brasi          | Polti-Granarolo-Santini     | 4h58'15" |
| 2    | Peter Roes             | Vlaanderen 2002-Eddy Merckx | a 39"    |
| 3    | Giovanni Fidanza       | Polti-Granarolo-Santini     | a 1'22"  |
| 4    | Eric Vanderaerden      | Brescialat-Fago             | s.t.     |
| 5    | Džamolidin Abdužaparov | Novell                      | s.t.     |
| 6    | Wiebren Veenstra       | Motorola                    | s.t.     |
| 7    | Peter Van Petegem      | TVM                         | s.t.     |
| 8    | Hendrik Redant         | TVM                         | s.t.     |
| 9    | Erik Zabel             | Team Deutsche Telekom       | s.t.     |
| 10   | Wilfried Nelissen      | Lotto-Isoglass              | s.t.     |